# 1927 en sport automobile
Chronologie du Sport automobile
1926 en sport automobile - 1927 en sport automobile - 1928 en sport automobile

## Les faits marquants de l'année1927enSport automobile
- Le Français Lefebvre remporte le Rallye automobile Monte-Carlo sur une Amilcar.

## Par mois

### Février
- 4 février : à Pendine Sands, Malcolm Campbell établit un nouveau record de vitesse terrestre : 281,44 km/h.

### Mars
- 4 mars : Grand Prix automobile de Tripoli.
- 29 mars, (Sport automobile) : à Daytona Beach, Henry Segrave établit un nouveau record de vitesse terrestre : 327,97 km/h.

### Avril
- 24 avril : Targa Florio.

### Mai
- 30 mai : 500 miles d'Indianapolis. Le pilote américain George Souders s'impose sur une Duesenberg.

### Juin
- 18 juin :
  - Inauguration du Nürburgring, circuit automobile situé dans les monts de l'Eifel, près de Cologne (Allemagne).
  - Départ de la cinquième édition des 24 Heures du Mans.
- 19 juin :
  - Victoire de Dudley Benjafield et Sammy Davis sur une Bentley aux 24 Heures du Mans.
  - Victoire de Rudolf Caracciola dans la course de l'Eifelrennen.

### Juillet
- 3 juillet : Grand Prix de France à Montlhéry. Le pilote français Robert Benoist s'impose sur une Delage.
- 17 juillet : Grand Prix d'Allemagne sur le Nürburgring
- 31 juillet : Grand Prix d'Espagne à Lazarte. Le pilote français Robert Benoist s'impose sur une Delage.

### Août
- 6 août : Grand Prix automobile de Pescara.

### Septembre
- 4 septembre : Grand Prix d'Italie à Monza. Le pilote français Robert Benoist s'impose sur une Delage.
- 18 septembre : Solituderennen.

### Octobre
- 1er octobre : Grand Prix automobile de Grande-Bretagne sur le circuit de Brooklands. Le pilote français Robert Benoist s'impose sur une Delage. En remportant quatre des cinq courses du championnat, Delage est sacré champion du monde des constructeurs

## Naissances
- 17 avril : Gunnar Andersson, pilote de rallye et sur circuit suédois. († 9 juin 2009).
- 20 avril : Phil Hill, pilote automobile américain, champion du monde de Formule 1 (1961).
- 28 mai : Edward Julius « Eddie » Sachs, pilote automobile américain, décédé en course lors des 500 miles d'Indianapolis. († 30 mai 1964).

- 7 juin : Charles de Tornaco, pilote automobile belge, († 18 septembre 1953).
- 23 juin : Herbert MacKay-Fraser, pilote automobile américain. († 14 juillet 1957).
- 1er juillet : Donna Mae Mims, dite Pink Lady, pil
- 10 août : Jean Guichet, entrepreneur et pilote automobile.
- 4 octobre : Roberto Bussinello, pilote automobile italien.
- 28 décembre : Gustave Gosselin, pilote automobile belge.

## Décès
- 3 mars : John Godfrey Parry-Thomas, pilote automobile britannique ingénieur de formation, (° 6 avril 1884).
- 3 juillet : Gérard de Courcelles,pilote automobile français. (° 1889).